# Перегретый пар
Перегре́тый пар — пар, нагретый до температуры, превышающей температуру кипения при данном давлении. Перегретый пар используется в циклах различных тепловых машин, тепловых электростанций, паровозов с целью повышения их КПД. Получение перегретого пара происходит в специальных устройствах или поверхностях нагрева в паровых котлах — пароперегревателях, воспринимающих либо конвективную теплоту, либо тепловое излучение и конвективную теплоту (ширмовый пароперегреватель).
Если насыщенный пар продолжать нагревать в отдельном объёме, не имеющем воды, то получится перегретый пар. При этом сначала испарится влага, содержащаяся в паре, а затем начнётся повышение температуры и увеличение удельного его объёма.
В современных паротурбинных установках используют перегретый пар с температурой значительно выше критической (374 °C).
Перегретый пар обладает следующими основными свойствами и преимуществами:
- при одинаковом давлении с насыщенным паром имеет значительно бо́льшую температуру и теплосодержание;
- имеет больший удельный объём в сравнении с насыщенным паром, то есть объём 1 кг перегретого пара при том же давлении больше объёма 1 кг насыщенного пара. Поэтому в паровых машинах для получения необходимой мощности перегретого пара по массе потребуется меньше, что даёт экономию в расходе воды и топлива;
- перегретый пар при охлаждении не конденсируется; конденсация при охлаждении наступает лишь тогда, когда температура перегретого пара станет ниже температуры насыщенного пара при данном давлении.

## Автоматическое регулирование температуры перегретого пара в котлоагрегатах
Качество регулирования температуры перегретого пара зависит от динамических свойств регулируемых участков. Обычно, это те элементы и части пароперегревателя, которые расположены между местом приложения регулирующего воздействия и местом отбора главного импульса по температуре пара.